# Олександр Буткевич
Олександр Буткевич ЧСВВ (пол. Aleksander Butkiewicz, лит. Aleksandras Butkevičius; бл. 1780 — 1829) — литовсько-білоруський мовознавець, священник-василіянин, мешкав у монастирях Білорусі.

## Життєпис
Проживаючи у Віленському Свято-Троїцькому монастирі, у 1811 році підготував до друку граматику литовської мови та литовсько-польський словник під назвою «Kalbriedą Lietuwiškay Lenkiszka Ležuwie mieleyšnieme Zemayciu». Однак через цензурні обмеження російської адміністрації цей один із перших проєктів кодифікції литовської літературної мови так і не був реалізований — Віленська василіянська друкарня так і не отримала дозволу на публікацію рукопису. Мабуть, текст увійшов у анонімний рукопис литовського словника «Dikcionarius liežuvio lietuviško su pridėjimu nekurių žodžių liežuvio lenkiško» (1820).